# جورج تومسون شابمان
جورج تومسون شابمان (بالإنجليزية: George Thomson Chapman)‏ هو بائع كتب نيوزيلندي، ولد في 14 يونيو 1824، وتوفي في 24 يونيو 1881.